# Danuta Harrich-Zandberg
Danuta Harrich-Zandberg (* 1. September 1954 in Polen) ist eine deutsche Dokumentarfilmerin, Drehbuchautorin und Filmproduzentin.

## Leben
Danuta Harrich-Zandberg studierte zunächst Kunstgeschichte in Brüssel und danach Psychologie an der Ludwig-Maximilians-Universität in München. Seit 1976 arbeitet sie mit Walter Harrich zusammen. 1983 gründet sie mit ihm die Firma "diwa-Film GmbH".
Es folgten einige Filmprojekte. Die diwa-Film GmbH konzentriert sich hauptsächlich auf das Produzieren von Dokumentation.
Sie erhielt zusammen mit ihrem Mann Walter Harrich für „Der Contergan-Skandal“ den Bayerischen Fernsehpreis 2004.

## Filmografie (Auswahl)
- 1995: Hildegard Knef: Für mich soll’s rote Rosen regnen
- 1996: Traumzeit; Tirat-Zwi; Modernes Kloster
- 1997: Schuldig; Die Tagebücher der Lisi Block
- 1998: Eurocops im Kampf gegen Markenpiraterie; Helden: Sylvia und Larry – eine Geschichte vom Überleben; Der Feind, Dein Freund. Annäherungen in Israel
- 1999: Reiseführer durch die Metropolen Europas; Tod auf den Schienen: Ohne Unschuld und Macht
- 2000: Tatort: Der Trippler
- 2000: Lebenssinn; Die großen Kriminalfälle – Walter Sedlmayr; Bei Anruf: Mord
- 2001: Die Oetker-Entführung; Ein Trauma, ein Zuhause – Jüdisches Leben in Deutschland; Der Frauenmörder von St. Pauli – Fritz Honka; In den Slums von Bangladesh
- 2002: Die großen Kriminalfälle – Der St.-Pauli-Killer
- 2012: 37 Grad: Ziemlich beste Freunde – Was im Leben wirklich zählt
- 2013: Der blinde Fleck
- 2015: Meister des Todes
- 2016: 37 Grad: Sugardaddy-Suche Jugend, biete Geld
- 2017: Gift
- 2018: Saat des Terrors
- 2018: Spur des Terrors
- 2020: Meister des Todes 2
- 2020: Tödliche Exporte 2 – Rüstungsmanager vor Gericht